# Лісевиці-Малі
Лісевиці-Малі (пол. Lisiewice Małe) — село в Польщі, у гміні Доманевиці Ловицького повіту Лодзинського воєводства.
Населення — 134 особи (2011).
У 1975-1998 роках село належало до Скерневицького воєводства.

## Демографія
Демографічна структура станом на 31 березня 2011 року:
|          | Загалом | Допрацездатний вік | Працездатний вік | Постпрацездатний вік |
| -------- | ------- | ------------------ | ---------------- | -------------------- |
| Чоловіки | 66      | 16                 | 42               | 8                    |
| Жінки    | 68      | 15                 | 36               | 17                   |
| Разом    | 134     | 31                 | 78               | 25                   |